# Bottidda
Bottidda (en sard, Bottidda) és un municipi italià, dins de la província de Sàsser. L'any 2007 tenia 760 habitants. Es troba a la regió de Goceano. Limita amb els municipis de Bono, Bonorva, Burgos, Esporlatu, Illorai i Orotelli (NU).

## Administració
| Període | Identitat             | Partit        |
| ------- | --------------------- | ------------- |
| 2006-   | Daniele Secondo Cocco | Llista cívica |